# Mario Paci
Mario Paci (* 4. Juni 1878 in Florenz; † 3. August 1946 in Shanghai) war ein italienischer Pianist und Dirigent, der maßgeblichen Einfluss darauf hatte, dass die klassische europäische Musik heute auch in China sehr bekannt und beliebt ist.

## Leben
Paci besuchte das Konservatorium in Neapel und gewann 1895 den Liszt-Preis. Anschließend unternahm er ausgedehnte Tourneen durch ganz Europa. Durch die Fürsprache von Giacomo Puccini konnte er später noch Komposition und Dirigieren am Konservatorium Mailand studieren.
Im Dezember 1918 kam Paci nach Shanghai, um dort im städtischen Olympic-Theater einige Klavierabende zu geben, erkrankte jedoch so schwer, dass er ins Krankenhaus eingeliefert werden musste. Aus verschiedenen Gründen blieb er schließlich in Shanghai und übernahm 1919 die Leitung des heutigen Shanghai Symphony Orchestra, des ältesten Symphonieorchesters in Asien, das 1879 als Militärblaskapelle gegründet worden war. Paci gelang es, das Orchester von 22 auf 37 Mitglieder zu vergrößern und gab damit am 23. November 1919 das erste Symphoniekonzert in Shanghai, das zugleich das erste auf dem asiatischen Kontinent darstellt. Auf dem Programm standen Beethovens 5. Sinfonie, die Streicherserenade „In the Far West“ von Granville Bantock und Edvard Griegs Peer-Gynt-Suite Nr. 1.
1922 wurde das Orchester in Shanghai Municipal Council Symphony Orchestra umbenannt. Das Publikum bestand zunächst ausschließlich aus den etwa 20.000 in Shanghai lebenden Ausländern, da Chinesen die Konzerte nicht besuchen durften. Beharrliche Gespräche Pacis mit den Stadtvätern führten schließlich dazu, dass diese Regelung zunehmend gelockert wurde. Das betraf auch das Orchester selbst, das ursprünglich nur aus Europäern bestand.
Pacis Fürsprache ist es auch zu verdanken, dass 1927 in Shanghai eine „Nationale Berufsschule für Musik“ (Guoli Shanghai Yinyue Zhuanke Xuexiao) gegründet wurde, das heutige Shanghai Conservatory of Music (Shanghai Yinyue Xueyuan). Das von Cai Yuanpei und Xiao Youmei ins Leben gerufene Institut war die erste Musikhochschule Asiens. Zu den Lehrern wie auch zu den Mitgliedern des Orchesters gehörte ab 1940 der deutsche Komponist Wolfgang Fraenkel (1897–1983), der 1938 aus Deutschland geflüchtet war.
Ein Höhepunkt in der Geschichte des Orchesters war die chinesische Erstaufführung von Beethovens 9. Sinfonie am 14. April 1936, bei der unter Pacis Leitung bereits zahlreiche Chinesen mitwirkten, allerdings nicht unter den Sängern.
Mit Beginn des Zweiten Weltkrieges und der japanischen Besatzung wurde die Situation für das Orchester zunehmend schwieriger. So sah sich Paci schließlich gezwungen, am 31. Mai 1942 ein Abschiedskonzert zu geben und das Orchester aufzulösen. Erst nach dem Krieg, im Oktober 1950, wurde es wieder gegründet und führt seit 1956 die Bezeichnung Shanghai Symphony Orchestra.